# Extended Versions (album de Ringo Starr)
Pour l'album du groupe Little Feat, voir Extended Versions.
Albums de Ringo Starr
Ringo Rama
(2003) Tour 2003
(2004)
Extended Versions est le 5e album live de Ringo Starr et de son All-Starr Band enregistré durant leur tournée de 2001 et sorti en 2003. On y retrouve exactement la même formation que sur l'album King Biscuit Flower Hour Presents Ringo and His New All-Starr Band paru en 2002. 

## Liste des chansons
1. Yellow Submarine (Lennon/McCartney) – 2:57
2. Karn Evil 9: 1st Impression, Part Two (Emerson, Lake & Palmer) – 5:30 par Greg Lake
3. It Don't Come Easy (Starkey) – 2:56
4. I Still Love Rock N' Roll (Starkey/Ian Hunter) – 4:35 par Ian Hunter
5. Act Naturally (Morrison, Russell) – 2:29
6. Photograph (Starkey/Harrison) – 3:41
7. Love Bizarre (Sheila Escovedo) – 4:05 par Sheila E.
8. With a Little Help from My Friends (Lennon/McCartney) – 4:59
9. Everlasting Love (Jones) – 5:13 par Howard Jones
10. Glamorous Life (Prince) – 5:09 par Sheila E.

## Personnel
- Ringo Starr : Batterie, percussions, chant (1, 3, 5, 6, 8)
- Roger Hodgson : Guitare, piano électrique
- Ian Hunter : Guitare, claviers, chant (4)
- Greg Lake : Basse, chant (2)
- Howard Jones : Claviers, chant (9)
- Sheila E. : Batterie, percussions, chant (8, 10)
- Mark Rivera : Saxophone, flûte